# Convenzione quadro dell'OMS per la lotta al tabagismo
La Convenzione quadro dell'OMS per la lotta al tabagismo (in inglese: WHO Framework Convention on Tobacco Control, abbreviato in WHO FCTC) è un trattato approvato dalla cinquantaseiesima Assemblea mondiale della sanità, svoltasi il 21 maggio 2003 a Ginevra. Fu il primo trattato dell'Organizzazione mondiale della sanità adottato ai sensi dell'articolo 19 della Costituzione dell'OMS. Entrato in vigore il 27 febbraio 2005, il trattato fu sottoscritto da 168 paesi ed è legalmente vincolante nei 181 paesi che lo hanno ratificato.
Al dicembre 2010, il trattato non era stato siglato da 10 paesi dell'Africa, 12 delle Americhe e dell'Europa, 4 dell'est Mediterraneo e dalla sola Indonesia per l'area dell'Asia sud-orientale.
A dicembre del 2017, quindici membri delle Nazioni Unite non avevano aderito al trattato di cui sei lo avevano sottoscritto senza ratificarlo nell'ordinamento nazionale, mentre altri nove non erano firmatari.
La FCTC fu uno dei trattati più rapidamente ratificati nella storia delle Nazioni Unite. Fu un accordo sovranazionale che mirava a «proteggere le generazioni presenti e future dalle devastanti conseguenze sulla salute, sociali, ambientali ed economiche del consumo di tabacco e dell'esposizione al fumo di tabacco», promulgando una serie di standard universali che stabiliscono i pericoli del tabacco e ne limitano l'uso in tutte le forme a livello globale. A tal fine, le disposizioni del trattato includono norme che disciplinano la produzione, la vendita, la distribuzione, la pubblicità e la tassazione del tabacco. Gli standard FCTC definiscono, tuttavia, un insieme di requisiti minimi, motivo per il quale ai paesi firmatari è raccomandata l'adozione di una regolamentazione del tabacco più rigorosa delle previsioni dal trattato.
La FCTC segnò un momento storico per la salute pubblica internazionale poiché non solo fu il primo trattato a essere adottato ai sensi dell'articolo 19 della Costituzione dell'OMS, ma fu anche uno dei primi accordi multilaterali e vincolanti aventi per oggetto una malattia cronica non trasmissibile.
La FCTC è stata inoltre un momento fondamentale per l'Unione europea. Secondo Mamudu e Studlar, dall'adozione della FCTC nel 2003, «la sovranità condivisa attraverso la governance multilivello è diventata la norma nel settore della politica di controllo del tabacco per i membri dell'UE». Il controllo mondiale del tabacco ha costituito un precedente per la partecipazione e i negoziati della Commissione europea nei trattati multilaterali e ha ulteriormente definito i poteri e le capacità dell'UE come entità sovranazionale.
Sulla scia del successo percepito della FCTC furono stipulati molti altri trattati sanitari globali, in merito ai quali un'analisi quantitativa dell'impatto di 90 trattati internazionali abbia sollevato ampi interrogativi circa il loro impatto nel mondo reale. Sono stati quindi proposti quattro criteri per guidare lo sviluppo di successivi trattati sanitari globali.

## Contesto
L'OMS era da tempo attiva nella prevenzione della miriade di problemi di salute derivanti dal consumo di tabacco. Come principale causa di morte prevenibile a livello globale, il tabacco ha visto un aumento sia del consumo sia del tasso di mortalità in tutto il mondo, diffusosi anche grazie alla crescente interconnessione dell'economia globale. Per tali motivi, benché le malattie legate al tabacco differiscono dalle malattie trasmissibili alle quali tradizionalmente si è rivolta l'attenzione dell'OMS, gli effetti della globalizzazione resero il tabacco sempre più rilevante per tali autorità intergovernative.
Sotto gli auspici di Ruth Roemer, attivista in fatto di tabagismo e docente dell'UCLA, negli anni '80 e '90 l'OMS invitò i singoli paesi ad adottare leggi nazionali che si erano dimostrate efficaci nella riduzione del consumo di tabacco. L'approvazione della FCTC fu tuttavia il primo evento nel quale l'OMS applicò i suoi poteri internazionalmente riconosciuti nel tentativo di affrontare il problema. In effetti, Roemer faceva parte del gruppo originale di accademici e attivisti che sostenevano l'opportunità di un approccio unitario basato su un protocollo di convenzione quadro (il resto del gruppo comprendeva Allyn Taylor, Derek Yach e Judith Mackay).
L'idea di un trattato multilaterale in materia di controllo del tabacco prese piede nel 1994 alla nona conferenza mondiale sul tabacco o sulla salute svoltasi a Parigi, in Francia, allorché Roemer e Taylor esposero la loro strategia per un'azione legale internazionale. La proposta di Roemer e Allyn, insieme a Judith Mackay, incontrò il favore dei presenti e fu una delle prime risoluzioni della conferenza a essere adottate.
Nel 1995, l'Assemblea dell'Organizzazione Mondiale della Sanità (WHA) votò la risoluzione 48.11 con la quale si impegnava il direttore generale «a riferire alla 49ma Assemblea mondiale della sanità sulla fattibilità dello sviluppo di uno strumento internazionale, quale linee guida, una dichiarazione o una convenzione internazionale sul controllo del tabacco da adottarsi da parte dalle Nazioni Unite».

L'OMS incaricò Roemer e Taylor di redigere un documento di riferimento sui vari meccanismi a disposizione dell'OMS per controllare efficacemente l'uso del tabacco in tutto il mondo. Fu quindi avanzata la raccomandazione di definire una convenzione quadro, al posto dell'alternativa di intraprendere un'azione legale internazionale. Secondo i suoi sostenitori, una convenzione quadro «avrebbe promosso la cooperazione globale e l'azione a livello nazionale in tema di controllo del tabacco».
La proposta di Roemer e Taylor fu accolta con un certo scetticismo. Allan M. Brandt, stimato storico dell'Università di Harvard, riferisce che «alcuni lo consideravano irrealistico, poco pratico ed eccessivamente ambizioso, e preferivano un "codice di condotta non vincolante"». Tuttavia, con il sostegno di Derek Yach, capo del comitato di coordinamento delle politiche presso l'OMS, la proposta riprese slancio. Nel 1998 Yach divenne il primo direttore della Tobacco Free Initiative e guidò lo sviluppo della FCTC da allora fino alla sua adozione nel marzo 2003. Sempre nel '98 fu eletto direttore generale dell'OMS Gro Harlem Brundtland, un medico norvegese con un master in sanità pubblica dell'Università di Harvard, che diede il suo pieno sostegno all'idea di un trattato multilaterale vincolante sul controllo del tabacco. La nascente Convenzione quadro salì in cima all'agenda delle priorità dell'OMS, al pari della cura e della prevenzione della malaria.

## Negoziazione, redazione e implicazioni economiche
Furono necessari tre anni perché i negoziatori raggiungessero un accordo sui termini della FCTC. Dopo essere stato adottato dall'Assemblea mondiale della sanità, il braccio decisionale dell'OMS, l'accordo entrò in vigore ufficialmente nel febbraio 2005.
Una convenzione quadro è in genere giustificata per i problemi per i quali una politica efficace non può prescindere dalla cooperazione internazionale. Prima della FCTC, la maggior parte delle convenzioni quadro riguardava «questioni ambientali che erano al di fuori del controllo delle singole nazioni». Pertanto, nel dimostrare che era necessaria una convenzione quadro per il controllo del tabacco, i sostenitori del trattato invocarono questioni relative al tabacco che non potevano essere risolte dalle azioni dei singoli paesi, come il contrabbando e la pubblicità del tabacco da parte di paesi che non avevano una regolamentazione rigorosa in merito ai luoghi e alle persone cui le multinazionali di settore potevano indirizzare la loro attività. Questa legittimazione è sintetizzata nel preambolo del testo finale della FCTC, che stabilisce la centralità dei seguenti aspetti ai fini degli obiettivi del trattato:
- il drastico aumento del consumo mondiale di tabacco;
- l'esplosione del tabagismo e di altre forme di consumo di tabacco nel pubblico di bambini e adolescenti;
- l'impatto di tutte le forme di pubblicità, promozione e sponsorizzazione volte a incoraggiare l'uso del tabacco.

Il trattato fu notevole e si caratterizzò per il grado di coinvolgimento senza precedenti di organizzazioni non governative nei processi di negoziazione e stesura. Secondo Elinor Wilson, ex vicepresidente della World Heart Federation, «la FCTC è un eccellente esempio di collaborazione governo/soggetti non governativi mediante l'Alleanza della Convenzione quadro, che si traduce in guadagni globali per la salute pubblica». Tale collaborazione tra le ONG e l'OMS ha cambiato per sempre il modo in cui l'OMS tratta le organizzazioni non governative. Nel 2002 la Costituzione dell'OMS fu emendata per riflettere questo nuovo regime di relazioni.
Gli argomenti a favore della fattibilità economica della FCTC furono elaborati dalla Banca Mondiale. Per contrastare i timori che la legislazione internazionale sul controllo del tabacco avrebbe potuto creare un grave danno alle economie di cui la coltivazione, la produzione e la vendita del tabacco erano una parte importante, l'OMS citò una pubblicazione della Banca Mondiale intitolata Curbing the Epidemic: Governments and the Economics of Tobacco Control (CTE), secondo la quale il controllo del tabacco non avrebbe danneggiato le economie, con l'eccezione di una limitata classe di Paesi prevalentemente agricoli che erano oltremodo dipendenti dalla produzione di tabacco. Mamudu, Hammond e Glantz rivelano che «in quanto istituzione finanziaria con un'influenza sostanziale nei paesi in via di sviluppo, la pubblicazione di CTE da parte della Banca ha rischiato di minare [l'autorevolezza de]gli argomenti economici delle società private di settore sugli effetti dannosi del controllo del tabacco».
In effetti, ancor prima della pubblicazione del trattato, i rappresentanti dell'industria del tabacco si impegnarono in modo coordinato per avversare l'opera degli estensori del FCTC e dei decisori politici delegati dai singoli Stati membri dell'OMS. Incapace di opinare contro le schiaccianti prove scientifiche sugli effetti nocivi per la salute del tabacco, l'industria del tabacco fece leva sul potenziale pregiudiziale economico della FCTC. Furono compiuti vari tentativi di screditare il rapporto, in particolare attraverso gli sforzi di pubbliche relazioni dell'International Tobacco Growers' Association (ITGA) e commissionando analisi a economisti che non appartenevano alla Banca Mondiale. Fra il 4 e il 16 marzo 2000, l'ITGA, finanziata dall'industria del tabacco, diede inizio al cosiddetto "Roadshow", durante il quale i suoi rappresentanti dialogarono con i responsabili politici dei Paesi in via di sviluppo (India, Kenya, Malawi, Sudafrica e Zimbabwe), oltre a due "mini-roadshow" con quelli di Argentina e Brasile, per solidarizzare con loro e giustificare la propria azione di contrasto al rapporto CTE che aveva sottovalutato l'impatto sulle loro economie. Una volta avviati i negoziati per la FCTC, l'industria del tabacco cercò nuovamente di ridurre l'effetto della legislazione internazionale sulle proprie attività, esercitando pressioni sui delegati alla convention di Ginevra. Secondo Mamudu, Hammond e Glantz, tuttavia, «questi sforzi... non hanno minato l'accettazione del CTE durante i negoziati per la FCTC, CTE che rimase un'analisi economica autorevole del controllo globale del tabacco».
La stessa FCTC riconobbe che il suo programma avrebbe inevitabilmente danneggiato gli agricoltori il cui mezzo di sussistenza economica era la coltivazione dal tabacco. A tal fine, il trattato incoraggiò le Parti ad aiutare i coltivatori di tabacco a convertire la produzione di tabacco in colture alternative. L'articolo 17 della Convenzione quadro recita:
(WHO Framework Convention on Tobacco Control)
In particolare, la FCTC privilegiò le opzioni di sviluppo sostenibile rispetto alla coltivazione del tabacco. Per conseguire questo obiettivo, le parti governative e i promotori del controllo del tabacco furono incoraggiati a investire in migliori infrastrutture, in particolare i trasporti, per aumentare gli sbocchi delle nuove colture nel mercato interno ed estero durante la transizione, agevolando al contempo l'accesso degli agricoltori al credito che si fosse reso necessario per la conversione delle strutture esistenti.

## Misure adottate
La Convenzione definisce il controllo del tabacco come l'insieme che comprende domanda, offerta e riduzione del danno (Articolo 1d).
Il trattato prevede che le parti adottino le seguenti disposizioni, tra le più significative:
| Tema                         | Misura assegnata | Articoli             |
| ---------------------------- | --- | -------------------- |
| Lobbying                     | Chiedere una limitazione nelle interazioni tra i legislatori e l'industria del tabacco. | Articolo 5.3         |
| Riduzione della domanda      | Fiscalità e altre misure per ridurre la domanda di tabacco. | Articoli 6 e 7       |
| Fumo passivo                 | Obbligo di proteggere tutte le persone dall'esposizione al fumo di tabacco all'interno dei luoghi di lavoro interni, dei mezzi di trasporto pubblico e dei luoghi pubblici.                                                                                                   | Articolo 8           |
| Regolamentazione             | Il contenuto e le emissioni dei prodotti del tabacco devono essere regolamentati e gli ingredienti devono essere resi noti. | Articolo 10          |
| Imballaggio ed etichettatura | Messaggio ben visibile sui rischi per la salute (obbligatoria almeno il 30% della superficie frontale del pacchetto, consigliata almeno il 50%), indicato l'imballaggio semplice; divieto delle etichette ingannevoli (che utilizzano termini come "lievi", "leggere", ecc.). | Articoli 9 e 11      |
| Consapevolezza               | Presa di coscienza da parte del pubblico per le conseguenze del fumo. | Articolo 12          |
| Pubblicità del tabacco       | Divieto globale, a meno che la Costituzione nazionale la proibisca. | Articolo 13          |
| Dipendenza                   | Programmi di dipendenza e disintossicazione. | Articolo 14          |
| Contrabbando                 | Azioni per contrastare il commercio illecito di prodotti derivati dal tabacco. | Articolo 15          |
| Minorenni                    | Restrizioni per la vendita ai minori. | Articolo 16          |
| Ricerca                      | Ricerca sul tabacco e condivisione delle informazioni tra le parti. | Articoli 20, 21 e 22 |

Si veda anche la Mappa dell'attuazione del WHO FCTC.

## Paesi non aderenti
Gli Stati Uniti sottoscrissero la Convenzione quadro sul controllo del tabacco, ma quando il trattato fu sottoposto a ratifica, il presidente George W. Bush non trasmise la FCTC al Senato degli Stati Uniti per l'esame, impedendo così la piena partecipazione degli Stati Uniti all'attuazione della Convenzione quadro.

Gli USA provarono a modificare alcune disposizioni della FCTC, ma con scarso successo. Tra le disposizioni contrastate con successo vi era l'obbligatorietà di introdurre il divieto di distribuire campioni gratuiti di tabacco (divenuto facoltativo), una definizione restrittiva del termine "minore" per quanto ai fini della vendita di tabacco (che ora si riferisce al diritto interno o nazionale) e ampie limitazioni riguardanti la pubblicità, la promozione e la sponsorizzazione del tabacco, che furono viste come una violazione della libertà di parola e sono state oggetto di censura da parte dei presìdi di diritto costituzionale. Tra le disposizioni alle quali gli Stati Uniti si opposero senza successo vi era l'obbligo di riportare etichette di avvertimento nella lingua del paese in cui vengono venduti i prodotti del tabacco e il divieto di descrizioni ingannevoli e fuorvianti come "basso contenuto di catrame" o "ultra-leggero", che avrebbero potuto ledere la tutela del valore dei marchi.
A dicembre del 2017, quindici membri delle Nazioni Unite non avevano aderito al trattato: sei che lo avevano sottoscritto senza averlo ancora ratificato (Argentina, Cuba, Haiti, Marocco, Svizzera e Stati Uniti); e nove che non avevano firmato (Andorra, Repubblica Dominicana, Eritrea, Indonesia, Liechtenstein, Malawi, Monaco, Somalia e Sudan del Sud).

## Governance
La FCTC ha istituito due organi principali per sovrintendere al funzionamento del trattato: la Conferenza delle parti e il Segretariato permanente. Inoltre, ci sono oltre 50 diverse organizzazioni intergovernative e non governative che sono osservatori ufficiali della Conferenza delle Parti.

## Implementazione, supervisione e direzione futura
Secondo la FCTC nel 2010, «la maggior parte delle parti ha ora approvato o sta rinnovando e rafforzando la legislazione e le politiche nazionali per adempiere ai propri obblighi previsti dal trattato» e che l'80% delle parti ha facilitato l'informazione del pubblico e/o programmi di istruzione sui pericoli del tabacco e frenare il consumo minorile di tabacco attraverso leggi che vietano ai rivenditori di vendere prodotti del tabacco ai minori. Inoltre, il 70% delle parti aveva reso obbligatori «avvisi sanitari dettagliati, chiari e visibili» per gli imballaggi di tabacco
Nikogosian avvertiva che l'efficacia del trattato sarebbe dipesa dal modo in cui le parti avrebbero applicato le linee guida.
L'implementazione della FCTC si rivelava più difficile per le economie dei Paesi in via di sviluppo e di transizione, a causa di una frattura tra la loro necessità di controllo del tabacco e le risorse a cui possono accedere nel rispetto delle linee guida FCTC. Criticità emersero anche per l'Unione europea e per l'Australia.
Nel 2008, la FCTC raccomandò di introdurre una tipologia di imballaggio standard e neutra per i derivati del tabacco, norma che l'Australia implementò nel 2012.

### Critiche
I tentativi di valutare l'implementazione e l'efficacia di FCTC rilevarono che l'effettiva conformità degli Stati al framework metodologico era piuttosto bassa e che la sua infrastruttura di implementazione era piena di errori. Ad esempio, quando Hoffman et al. confrontarono il database di implementazione FCTC dell'OMS con i report di implementazione nazionali osservarono che il 32% delle risposte dei Paesi erano riportate erroneamente nel database: il 3% era costituito da errori evidenti, il 24% mancava nonostante fosse stato segnalato dai Paesi e il 5% erano errori di interpretazione da parte del personale dell'OMS. Questi risultati evidenziarono la necessità di una più robusta infrastruttura dell'OMS che fosse realmente capace di tracciare e registrare la conformità dei Paesi alle politiche condivise a livello internazionale.

### Direzione futura - Progetto FCTC 2030
Nel 2017 il Segretariato della Convenzione diede vita a un nuovo progetto per aiutare le parti a rafforzare l'attuazione dei trattati.
L'agenda delle Nazioni Unite per lo sviluppo sostenibile 2030 riflette l'importanza del controllo del tabacco nella promozione dello sviluppo, incluso un riferimento specifico all'attuazione dell'FCTC dell'OMS all'interno dell'obiettivo 3.a. Dato l'impatto del tabacco sullo sviluppo, l'attuazione della Convenzione svolgerà un ruolo importante nel raggiungimento degli Obiettivi di sviluppo sostenibile (OSS), in inglese Sustainable Development Goals (SDG).
Il progetto FCTC 2030 con cadenza nel 2021 si rivolgeva alle Parti della FCTC dell'OMS candidabili per l'assistenza ufficiale allo sviluppo (APS) per supportarle nel conseguimento degli OSS mediante l'attuazione della Convenzione. La durata prevista del progetto era da aprile 2017 a marzo 2021.

Attraverso il progetto FCTC 2030, il Segretariato della Convenzione avrebbe promosso l'implementazione della FCTC dell'OMS come parte del programma degli Obiettivi di sviluppo sostenibile (SDG), fornendo supporto e materiali generali per i Paesi a basso e medio reddito (LMIC), quali: seminari, kit, formazione online sul controllo del tabacco, cooperazione sud-sud e triangolare e altro ancora di supporto ai governi per accelerare l'attuazione dei trattati. Il Segretariato della Convenzione avrebbe potuto selezionare fino a 15 Paesi per la fornitura di consulenza di esperti diretta, orientata alla domanda, di assistenza tecnica e supporto tra pari per sviluppare la capacità interna di migliorare il controllo del tabacco in linea con le risorse disponibili.

## Protocollo
Nel 2012 è stato concluso a Seul, in Corea del Sud, un protocollo aggiuntivo per eliminare il commercio illecito di prodotti del tabacco nella Convenzione. Il protocollo sarebbe entrato in vigore dopo essere stato ratificato da 40 Stati che avevano già ratificato la Convenzione. Nel luglio 2017, i Paesi firmatari erano 26.

## Atti del COP-6
I giornalisti e il pubblico furono forzosamente espulsi dalla convenzione svoltasi nell'ottobre 2014 a Mosca. Il Washington Times riferì che i delegati della FCTC stavano riservatamente discutendo l'introduzione di una tassa globale sul tabacco.